# الغواصة الألمانية يو-1199
غواصة يو-1199 غواصة يو بوت ألمانية من غواصة الفئة السابعة سي/41[*] بنيت لسلاح بحرية ألمانيا النازية كريغسمارينه، في أحواض شيتشاو-فيرك خلال الحرب العالمية الثانية.